# Золотые рыбки (картина Климта)
«Золотые рыбки» (нем. Goldfische) — аллегорическая картина австрийского художника Густава Климта.
«Золотые рыбки» входят в тематический цикл картин художника на сюжет водяных нимф: «Движущаяся вода» (1898), «Серебряные рыбки» (1899), «Медицина» (1901), «Водяные змеи I» (1907) и «Водяные змеи II» (1907). Вслед за бельгийскими символистами Ксавье Меллери и Яном Торопом, первыми обратившимися к изображению внеземных существ в преодолевающих силы притяжения трансцендентных пространствах, Климт искал для протагонисток своих аллегорических работ отрешённое место действия и выбрал воду. По мнению художественного критика Людвига Хевеши, эти картины являются эротическим «побочным продуктом» «факультетских картин» и «Бетховенского фриза». На вытянутом вверх узком полотне, по композиции напоминающем людскую башню на «факультетской» «Философии», изображено несколько обнажённых улыбающихся красавиц с длинными распущенными рыжими волосами, беззаботно резвящихся в тёмной водной глубине вместе с огромной золотой рыбой. Присевшая на первом плане главная женская фигура, обернувшись, задорно смотрит зрителю прямо в глаза, бесстыдно выставив ему в лицо большой упругий зад.
На момент написания «Золотых рыбок» Густав Климт переживал скандальную историю, связанную с его «факультетскими картинами» — государственным заказом для актового зала Венского университета. Вопреки ожиданиям заказчика Климт представил на суд публики совершенно новаторские для венского искусства полотна «Философия» и «Юриспруденция», которые не были поняты общественностью и подверглись жесточайшей критике. Климт, едва оправившийся после депрессии, сразившей его после смерти брата Эрнста, тяжело переживал происходившее, избегавшему публичности неречистому художнику даже пришлось выступить с заявлением в прессе. Ответить критикам живописными средствами для него оказалось гораздо удобнее, и свою новую работу с водяными красавицами он хотел назвать «Моим критикам», но его благоразумно отговорили друзья. Тем не менее, послание картины с невинным названием «Золотые рыбки» было понято публикой однозначно. Австрийский литератор Феликс Зальтен записал историю «Золотых рыбок» следующим образом: «Когда из-за его университетских картин разразилась буря, он написал ругателям лаконичный ответ — произведение, которое предъявляло зрителю выпуклую „тыльную сторону“. „Золотые рыбки“ назвал он этот ребус. Он попросту мог бы назвать его и „Гёц фон Берлихинген“. Но его и так поняли».
«Золотые рыбки» были впервые представлены публике на XIII выставке Венского сецессиона в 1902 году.